# Lukonga
Lukonga est une commune de la ville de Kananga en république démocratique du Congo. 